# Arses insularis
Arses insularis е вид птица от семейство Monarchidae.

## Разпространение
Видът е разпространен в Индонезия и Папуа Нова Гвинея.